# 에런 유
에런 유(Aaron Yoo, 1979년 5월 12일 ~ )는 한국계 미국인 배우이다. 영어와 한국어가 모두 모어인 이중언어 구사자이다.

## 출연 작품

### 영화
- 디스터비아 (2007) - 로니 역
- 21 (2008)
- 닉과 노라의 인피니트 플레이리스트 (2008)
- 레이버 페인스 (2009)
- 13일의 금요일 (2009)
- 게이머 (2009)
- 나이트메어 (2010)
- 텐 이얼즈 (2011)
- 데모닉 (2015)
- 머니 몬스터 (2016) - 원준 역
- 킬링 군터 (2017) - 용 역
- 위시 드래곤 (2021) - 애니메이션

### 텔레비전
- 에드 (2003)
- 로앤오더: 성범죄 전담반 (2004)
- ER (2008)
- 체인지 디바 (2010)
- 투모로우 피플 (2013-14)
- 블랙리스트 (2015, 2023)
- 하와이 파이브-0 (2018)